# Stictopisthus annulitarsis
Stictopisthus annulitarsis là một loài tò vò trong họ Ichneumonidae.